# Pásztói járás
A Pásztói járás Nógrád vármegyéhez tartozó járás Magyarországon, amely 2013-ban jött létre. Székhelye Pásztó. Területe 551,56 km², népessége 31 497 fő, népsűrűsége pedig 57 fő/km² volt 2013. elején. 2013. július 15-én egy város (Pásztó) és 25 község tartozott hozzá.
A Pásztói járás a járások 1983. évi megszüntetése előtt is létezett, az 1950-es megyerendezés során hozták létre.

## Települései
| Település        | Rang (2013. július 15.) | Közös hivatal  | Kistérség (2013. január 1.) | Népesség (2013. január 1.) | Terület (km²) |
| ---------------- | ----------------------- | -------------- | --------------------------- | -------------------------- | ------------- |
| Pásztó           | járásszékhely város     |                | Pásztói                     | 9 559                      | 72,6          |
| Alsótold         | község                  | Szurdokpüspöki | Pásztói                     | 232                        | 7,86          |
| Bér              | község                  | Vanyarc        | Pásztói                     | 360                        | 25,49         |
| Bokor            | község                  | Mátraszőlős    | Pásztói                     | 131                        | 6,75          |
| Buják            | község                  |                | Pásztói                     | 2 187                      | 53,04         |
| Csécse           | község                  | Ecseg          | Pásztói                     | 925                        | 21,73         |
| Cserhátszentiván | község                  | Mátraszőlős    | Pásztói                     | 125                        | 10,66         |
| Ecseg            | község                  | Ecseg          | Pásztói                     | 1 178                      | 24,1          |
| Egyházasdengeleg | község                  | Héhalom        | Pásztói                     | 484                        | 15,74         |
| Erdőkürt         | község                  | Héhalom        | Pásztói                     | 486                        | 21,72         |
| Erdőtarcsa       | község                  | Kálló          | Pásztói                     | 504                        | 15,07         |
| Felsőtold        | község                  | Mátraszőlős    | Pásztói                     | 125                        | 10,83         |
| Garáb            | község                  | Mátraszőlős    | Pásztói                     | 57                         | 8,2           |
| Héhalom          | község                  | Héhalom        | Pásztói                     | 967                        | 18,67         |
| Jobbágyi         | község                  |                | Pásztói                     | 2 137                      | 17,83         |
| Kálló            | község                  | Kálló          | Pásztói                     | 1 458                      | 36,97         |
| Kisbágyon        | község                  | Palotás        | Pásztói                     | 421                        | 10,24         |
| Kozárd           | község                  | Szurdokpüspöki | Pásztói                     | 167                        | 6,44          |
| Kutasó           | község                  | Mátraszőlős    | Pásztói                     | 91                         | 6,05          |
| Mátraszőlős      | község                  | Mátraszőlős    | Pásztói                     | 1 603                      | 29,16         |
| Palotás          | község                  | Palotás        | Pásztói                     | 1 616                      | 17,07         |
| Szarvasgede      | község                  | Palotás        | Pásztói                     | 388                        | 9,99          |
| Szirák           | község                  | Vanyarc        | Pásztói                     | 1 203                      | 19,09         |
| Szurdokpüspöki   | község                  | Szurdokpüspöki | Pásztói                     | 1 939                      | 26,7          |
| Tar              | község                  | Mátraszőlős    | Pásztói                     | 1 892                      | 27,34         |
| Vanyarc          | község                  | Vanyarc        | Pásztói                     | 1 262                      | 32,22         |

## Története
A Pásztói járás az 1950-es megyerendezés során jött létre 1950. február 1-jén. Létrehozását az indokolta, hogy a rendezés során Heves és Nógrád megye határát az évszázados hagyománnyal szakítva a Zagyva völgye helyett a Mátra gerincén húzták meg, a folyó völgyét egészében Nógrádhoz csatolva. A Mátra és a Cserhát közötti terület természetes központja Pásztó volt, mely így célszerűen átvehette a járási központ szerepét a Cserhát dombjai között, kedvezőtlenebb helyzetben fekvő Sziráktól. Ezért a Sziráki járás egyidejűleg megszűnt, az új járás teljes területét bekebelezte.
1984. január 1-jétől új közigazgatási beosztás lépett életbe, ezért 1983. december 31-én valamennyi járás megszűnt, így a Pásztói is. A korábbi járási székhely városi rangot kapott, a járás területe pedig a Pásztói városkörnyéket alkotta a továbbiakban.

### Községei 1950 és 1983 között
Az alábbi táblázat felsorolja a Pásztói járáshoz tartozott községeket, bemutatva, hogy mikor tartoztak ide, és hogy hova tartoztak megelőzően, illetve később.
| Község           | Mikortól           | Honnan                         | Meddig             | Hova                                   |
| ---------------- | ------------------ | ------------------------------ | ------------------ | -------------------------------------- |
| Alsótold         | 1950. február 1.   | Sziráki járásból               | 1983. december 31. | Pásztói városkörnyékhez                |
| Bér              | 1950. február 1.   | Sziráki járásból               | 1983. december 31. | Pásztói városkörnyékhez                |
| Bokor            | 1950. február 1.   | Sziráki járásból               | 1983. december 31. | Pásztói városkörnyékhez                |
| Buják            | 1950. február 1.   | Sziráki járásból               | 1983. december 31. | Pásztói városkörnyékhez                |
| Csécse           | 1950. február 1.   | Sziráki járásból               | 1983. december 31. | Pásztói városkörnyékhez                |
| Cserhátszentiván | 1950. február 1.   | Sziráki járásból               | 1983. december 31. | Pásztói városkörnyékhez                |
| Ecseg            | 1950. február 1.   | Sziráki járásból               | 1983. december 31. | Pásztói városkörnyékhez                |
| Egyházasdengeleg | 1950. február 1.   | Sziráki járásból               | 1983. december 31. | Pásztói városkörnyékhez                |
| Erdőkürt         | 1950. február 1.   | Sziráki járásból               | 1983. december 31. | Pásztói városkörnyékhez                |
| Erdőtarcsa       | 1950. február 1.   | Sziráki járásból               | 1983. december 31. | Pásztói városkörnyékhez                |
| Felsőtold        | 1950. február 1.   | Sziráki járásból               | 1983. december 31. | Pásztói városkörnyékhez                |
| Garáb            | 1950. február 1.   | Sziráki járásból               | 1983. december 31. | Pásztói városkörnyékhez                |
| Hasznos          | 1950. február 1.   | Hatvani járásból (Heves megye) | 1983. december 31. | Pásztó városhoz                        |
| Héhalom          | 1950. február 1.   | Sziráki járásból               | 1981. december 30. | Palotással egyesült Palotáshalom néven |
| Jobbágyi         | 1950. február 1.   | Sziráki járásból               | 1983. december 31. | Pásztói városkörnyékhez                |
| Kálló            | 1950. február 1.   | Sziráki járásból               | 1983. december 31. | Pásztói városkörnyékhez                |
| Kisbágyon        | 1950. február 1.   | Sziráki járásból               | 1983. december 31. | Pásztói városkörnyékhez                |
| Kozárd           | 1950. február 1.   | Sziráki járásból               | 1983. december 31. | Pásztói városkörnyékhez                |
| Kutasó           | 1950. február 1.   | Sziráki járásból               | 1983. december 31. | Pásztói városkörnyékhez                |
| Mátraszőlős      | 1950. február 1.   | Salgótarjáni járásból          | 1983. december 31. | Pásztó városhoz                        |
| Palotás          | 1950. február 1.   | Sziráki járásból               | 1981. december 30. | Héhalommal egyesült Palotáshalom néven |
| Palotáshalom     | 1981. december 31. | Héhalom és Palotás egyesülése  | 1983. december 31. | Pásztói városkörnyékhez                |
| Pásztó           | 1950. február 1.   | Hatvani járásból (Heves megye) | 1983. december 31. | várossá nyilvánították                 |
| Szarvasgede      | 1950. február 1.   | Sziráki járásból               | 1983. december 31. | Pásztói városkörnyékhez                |
| Szirák           | 1950. február 1.   | Sziráki járásból               | 1983. december 31. | Pásztói városkörnyékhez                |
| Szurdokpüspöki   | 1950. február 1.   | Hatvani járásból (Heves megye) | 1983. december 31. | Pásztói városkörnyékhez                |
| Tar              | 1950. február 1.   | Hatvani járásból (Heves megye) | 1983. december 31. | Pásztói városkörnyékhez                |
| Vanyarc          | 1950. február 1.   | Sziráki járásból               | 1983. december 31. | Pásztói városkörnyékhez                |

### Történeti adatai
Megszűnése előtt, 1983 végén területe 552 km², népessége pedig mintegy 38 ezer fő volt.